# Leocoreion
El Leocoreion (en griego antiguo: Λεωκόρειον, romanizado: Leōkoreion) era un pequeño santuario antiguo, situado en el Ágora de Atenas.

Fue construido en la época clásica, en torno a 450-400 a. C. Sin embargo, según fuentes textuales antiguas, el santuario habría existido ya en el 500 a. C. Posiblemente destruido por la invasión persa en el 480 a. C., en cuyo caso habría sido reconstruido más tarde. Por otro lado, la explicación del nombre puede haber surgido más tarde. Según los textos antiguos, el santuario ya existiría en el siglo V a. C.
El ateniense Hiparco uno de los tiranos griegos fue asesinado en el Leocoreion en el 514 a. C.

## Características
Este pequeño santuario cuadrado, muestra los elementos de un Témenos, esto es, un lugar delimitado y consagrado a una deidad. El concepto primitivo de témenos fue la porción de tierra asignada a un dominio, especialmente de un rey (basileos). Posteriormente fue un trozo de tierra de uso común, dedicada a un dios: un santuario, una arboleda sagrada o un recinto sagrado. 
El nombre podría provenir de las hijas de Leo (Leo + Korai), que fueron sacrificadas según el mito para que la ciudad sobreviviera a una plaga. El santuario posiblemente fue consagrado para estas hijas. Por lo general, se han encontrado en el lugar obsequios para mujeres, como joyas, píxides y pesas de telares. Por otro lado, esta explicación del nombre puede haber surgido más tarde, como forma de ajustarse al término.
El pequeño santuario cuadrado, cerrado y sin cubierta, ubicado en el ángulo noroeste del Ágora de Atenas, identificado con el Leokoreion está frente a la separación entre la Estoa Real y la Estoa de Zeus. Esa ubicación era central, ya que estaba en el Cruce de caminos de la principal vía Panatenaica con el Camino del oeste  en la esquina del Ágora. Los lados del recinto medían unos 2,8 m de largo y 1,2 m de alto. El recinto rodeaba un pequeño afloramiento rocoso natural, que había sido un lugar sagrado desde tiempos remotos. La puerta del recinto estaba en el lado norte. Ingresando desde la puerta Dípilon la plaza del mercado se abría frente al visitante que veía el Leokoreion y el brocal del pozo sagrado. Rodeaba un afloramiento de roca madre del subsuelo, que parece haber servido en su estado natural como altar, ya antes de ser de delimitada por la empalizada.

Los lados del recinto (Crossroads Enclosure en inglés) de casi 4 metros (m), estaban exactamente alineados con los puntos cardinales, y fue un lugar sagrado desde los primeros días de la ciudad. No es un altar que siga los cánones, sino es una muestra de las creencias de la religión popular. Estaba relacionado con un culto femenino.
El acceso del pequeño recinto, estaba al norte, donde se encontraba su pozo de agua asociado.

### En elsigloXX
El "Recinto de la encrucijada" (Crossroads Enclosure en inglés) interpretado como Leokoreión se encuentra justo al norte de la vía de superficie del metro de Atenas, en las coordenadas 37°58′34″N 23°43′21″E / 37.9760, 23.7226.

Excavado a principios de la década de los años 1970, bajo la supervisión de Stella Grobel Miller se sacó a la luz junto con la esquina noroeste de la plaza del mercado (Agorá), bajo los restos de una construcción romana.

La estructura es cuadrada con 3,6x3,9 metros (m) de lado. Las paredes están formadas por losas verticales de una altura máxima remanente de 1,2 m. Las paredes este y oeste están formadas por cinco bloques, los del extremo forman las esquinas. La pared sur tiene solamente cuatro bloques y la pared norte tres. 
 En el lado norte fue posible identificar la losa central, como diferente y de fecha posterior. Los bloques laterales originales, son iguales en textura y más delgados, y presentan orificios para disponer barras horizontales, que permitían introducir el brazo.

El borde superior de las paredes estaba revestido y cubierto por un tope plano y horizontal, coronado por una banda de mármol. 
El recinto de losas de piedra verticales, tiene en su centro un afloramiento de roca madre del subsuelo. La piedra parece haber servido en su estado natural como altar primigenio en el período arcaico.

El interior contenía una miríada de ofrendas votivas en varios niveles superpuestos. Los objetos ofrendados, pequeños y de cerámica fina eran en su mayoría de uso femenino, como los ungüentarios (pyxides). Abundaron aquí los recipientes de figuras rojas y los de fondo negro.

En la capa profunda de su relleno, fue revelado un depósito de objetos de cerámica del siglo V a. C., lo cual colocaría una fecha tentativa de construcción del Leokoreion alrededor del año 430  a. C.

## Pozo sagrado
El pozo de agua asociado al recinto de la piedra sagrada, es denominado por sus características como Pozo sagrado (Sacred Well en inglés).

Se encuentra a 5 m del Cruce de caminos del noroeste del ágora y a 2 m de la pared norte del recinto del leocoreion.

Con una profundidad original de 13 m, tenía una boca de piedra de una sola pieza y una plataforma. En el principio del siglo IV a. C. se le colocó una boca de mármol del monte Himeto, un tipo de mármol blanco azulado con bandas de líneas grises paralelas. En la segunda mitad de ese siglo fue necesario sobreponer una boca de piedra simple.

La abundancia de objetos de cerámica fina de uso femenino, como ungüentarios (píxides), un espejo de bronce y joyas hallados en su interior, atestigua que la práctica de ofrendar por votos, continuó en este pozo sagrado hasta el siglo II a. C.

### En elsigloXX
Los objetos encontrados en el pozo del cruce de caminos, permiten suponer que eran ofrendas realizadas en el recinto de la piedra y cada tanto volcados en el pozo, o bien ofrendados en el pozo cuando el recinto no fue accesible, por estar rellenado y cubierto.
 
Un grupo especial de objetos encontrados son las tiras de plomo, relacionadas con la caballería o con misivas personales.